# Time Out with Britney Spears
A Time Out with Britney Spears az első videós kiadása Britney Spears amerikai énekesnőnek. 1998 és 1999 között került felvételre. 1999. november 29-én jelent meg VHS változatban, majd 2001. február 13-án DVD formátumban is, a Live and More! című második videóalbumával egyetemben. A Time Out with Britney Spears 4 főbb részre van osztva: Elsőként Britney elmeséli gyerekkorát 8 percben. Majd a debütáló, …Baby One More Time című albumának felvételébe nyer betekintést a néző. Ezt követően Britney első három kislemezéhez (…Baby One More Time, Sometimes, (You Drive Me) Crazy) készült videóklipek készítését mutatják be, hol rövidebben, hol hosszabban. A videó egy koncerttel zárul, ahol Spears előadta a Born to Make You Happy és a From the Bottom of My Broken Heart című slágereit.

## Kereskedelmi teljesítmény
A Time Out with Britney Spears 1999. december 11-én a 2. helyen debütált a Billboard Top Music Videos listáján. A következő héten visszacsúszott a 3. pozícióba. Öt héttel később elfoglalta az 1. helyet. 2000. június 15-én a Recording Industry Association of America (RIAA) szervezet háromszoros platina minősítést könyvelt el neki. Ezt videós kiadások esetén 300 000 eladott darab után lehet ki érdemelni az Egyesült Államokban. Később, 2000. június 24-én újra elérte az első helyezést a videó listán. Mikor megjelent DVD változatban, a 37. helyen tartózkodott.

## Szolgáltatások

### Technikai
- Elérhető feliratok: Angol
- Elérhető hangok: Angol, Angol (Dolby Digital 5.1)
- Játszd le a teljes tartalmat, vagy férj hozzá az egyes szegmensekhez.

### Tartalomjegyzék
- Growing Up (Felnövés) (8 perc, 30 másodperc)
- Recording My First Album (Az első albumom felvételei) (5 perc, 12 másodperc)
- Making Music Videos (Zenei videók készítése)

1. …Baby One More Time (3 perc, 56 másodperc)
2. Sometimes (3 perc, 50 másodperc)
3. (You Drive Me) Crazy (3 perc, 18 másodperc)

- On The Road (Az úton)
- Disney Channel in Concert (opcionális képernyőn megjelenő szöveggel)

1. Born to Make You Happy (4 perc)
2. From the Bottom of My Broken Heart (4 perc, 11 másodperc)

- Karaoke

1. …Baby One More Time
2. (You Drive Me)

Megjegyzés:
- A VHS változat tartalmaz egy üzenetet Britneytől. Az üzenet háttérzenéjeként a …Baby One More Time és a Sometimes mixe funkcionál.
- A DVD változat tartalmaz egy kvízjátékot. Különböző kérdések jelennek meg, 4 válaszlehetőséggel. Azt a választ kell kipipálni, amelyik igaz. Ha az összes kérdést jól megoldotta a "játékos", megnyitódik egy titkos videó.

## Helyezések és minősítések
| Videólista (1999)                | Legjobb helyezés |
| -------------------------------- | ---------------- |
| Billboard Top Music Videos lista | 1                |

| Ország/Régió     | Minősítés          | Eladás   |
| ---------------- | ------------------ | -------- |
| Egyesült Államok | 3×-os platinalemez | 300 000+ |

## Fordítás
- Ez a szócikk részben vagy egészben  a   Time Out with Britney Spears című angol Wikipédia-szócikk fordításán alapul.  Az eredeti cikk szerkesztőit annak laptörténete sorolja fel. Ez a jelzés csupán a megfogalmazás eredetét és a szerzői jogokat jelzi, nem szolgál a cikkben szereplő információk forrásmegjelöléseként.